# Róża Kim No-sa
Św. Róża Kim Ro-sa (ko. 김 로사) (ur. 1784 w Korei, zm. 20 lipca 1839 w Seulu) – męczennica, święta Kościoła katolickiego.
Róża Kim Ro-sa urodziła się w niekatolickiej rodzinie. Wprawdzie wyszła za mąż, ale następnie była w separacji. W czasie prześladowań religijnych została aresztowana w nocy 16 stycznia 1838 r. i torturowana w celu zmuszenia do wyrzeczenia się wiary. Została ścięta 20 lipca 1839 r. razem z 7 innymi katolikami (Martą Kim Sŏng-im, Teresą Yi Mae-im, Anną Kim Chang-gŭm, Janem Chrzcicielem Yi Kwang-nyŏl, Magdaleną Yi Yŏng-hŭi, Łucją Kim Nusia i Marią Wŏn Kwi-im).
Dzień jej wspomnienia przypada 20 września (w grupie 103 męczenników koreańskich).
Beatyfikowana 5 lipca 1925 r. przez Piusa XI, kanonizowana 6 maja 1984 r. przez Jana Pawła II w grupie 103 męczenników koreańskich.